# Chelonus electus
Chelonus electus är en stekelart som beskrevs av Cresson 1872. Chelonus electus ingår i släktet Chelonus och familjen bracksteklar. Inga underarter finns listade i Catalogue of Life.